# Super Bowl XLVII

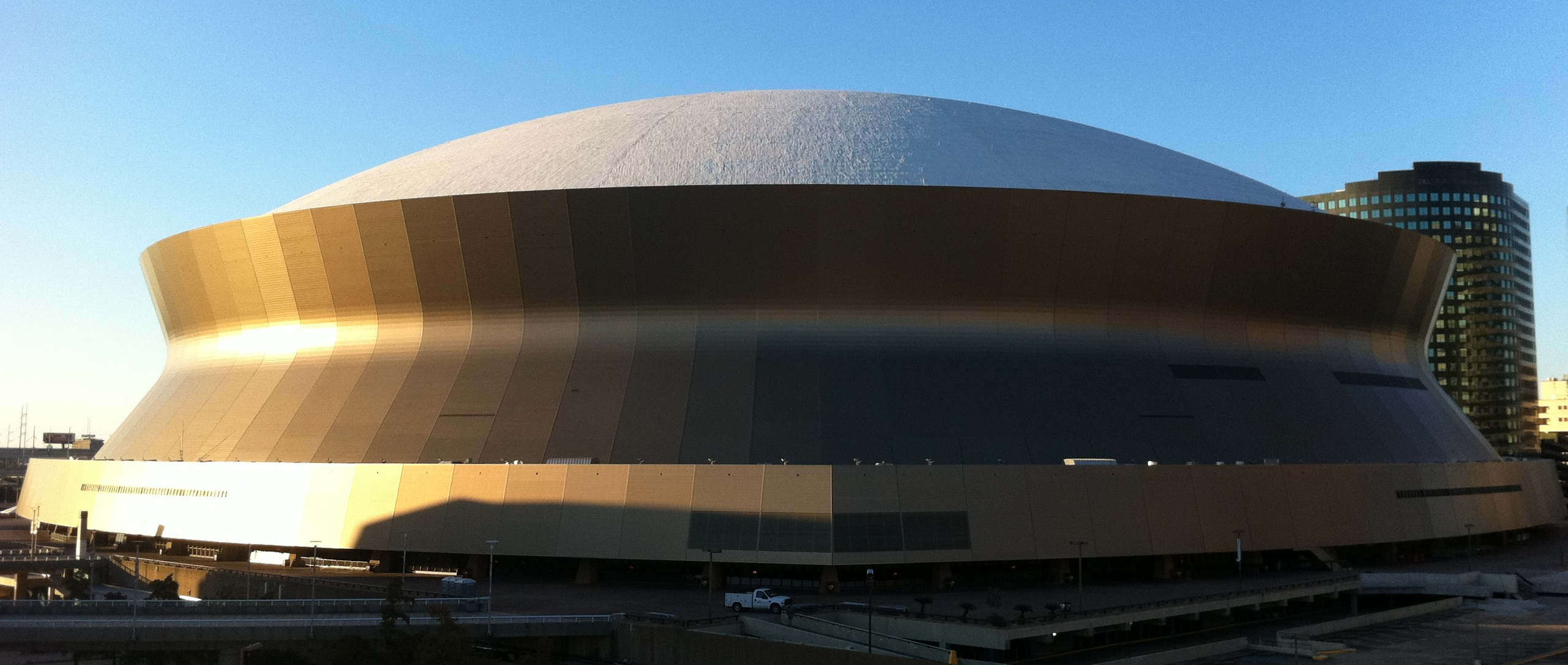
El Mercedes-Benz Superdome

El Super Bowl XLVII fue la 47.ª edición del Super Bowl de fútbol americano, y el partido por el campeonato anual número 43 de la era moderna de la National Football League (NFL). Fue el partido final de la Temporada 2012 de la NFL.
Era la primera vez en que dos entrenadores, los hermanos Harbaugh, se enfrentaban en un Super Domingo, John de los Ravens y Jim de los 49ers. La prensa lo bautizo como el Harbaugh Bowl. Aunque los hermanos Harbaugh ya se habían enfrentado en el partido de Día de Acción de Gracias de 2011 con la victoria de Baltimore de 16-6 sobre San Francisco.
Los Ravens de Baltimore tenían una aparición previa que ganaron (2001) y los 49ers. de San Francisco, tenían otras 5 apariciones previas (1981, 1984, 1988, 1989, 1994) ganadas, ambos sin derrotas hasta ese momento en el máximo juego de la NFL.
En este Superbowl se presentó una falla técnica que dejó el juego en total obscuridad, se tardaron aproximadamente 20 minutos reparando el fallo, para poder continuar con el juego.
Se disputó el 3 de febrero de 2013 en el Mercedes-Benz Superdome en Nueva Orleans. Baltimore Ravens venció a San Francisco 49ers por 34 a 31.
El quarterback de los Ravens Joe Flacco fue nombrado el jugador más valioso (MVP), del Super Bowl, completando 22 de 33 pases para 287 yardas y tres touchdowns.
El Super Bowl XLVII fue visto por un estimado de 108,69 millones de televidentes en los Estados Unidos según la Compañía Nielsen, con un incremento a 164,1 millones durante los últimos seis minutos de juego. El espectáculo de medio tiempo fue encabezado por la cantante Beyoncé, quien reunió a su antigua agrupación Destiny's Child para la presentación.

## Estadio
Las candidaturas para celebrar el partido fueron las siguientes:
- Mercedes-Benz Superdome en Nueva Orleans, Luisiana.
- Estadio de la Universidad de Phoenix en Glendale, Arizona.
- Sun Life Stadium en Miami, Florida.

De estas tres, la candidatura de Nueva Orleans fue la ganadora, en una reunión que tuvo lugar el 19 de mayo de 2009 en Fort Lauderdale, Florida.
Ha sido la décima ocasión en la que se celebró el Super Bowl en Nueva Orleans, siendo la sede que más veces lo ha acogido. Fue la primera vez que se disputó en Nueva Orleans después de la catástrofe del Huracán Katrina, que tuvo lugar en 2005. También fue el primer Super Bowl que se jugó en el Superdome después de que vendieran los derechos del nombre del estadio a Mercedes-Benz.
En el tercer cuarto del partido se apagaron las luces de los reflectores y las pantallas por un percance en el sistema eléctrico, siendo suspendiendo el partido durante 34 minutos. Este juego también será recordado como el Apagón Bowl.
Equipos

### Baltimore Ravens campeón de la AFC (visitante)
Los Ravens después de terminar la temporada regular con un récord de 10-6, hizo su segunda aparición en el Super Bowl, que previamente ganó (Super Bowl XXXV). El QB, Joe Flacco, fue galardonado con el MVP del partido, al cumplir la fase de playoffs con 13 pases de anotación sin ninguna intercepción, igualando la misma marca establecida por Joe Montana. Para el histórico LB Ray Lewis este juego fue el último de su carrera profesional después de 17 temporadas.
Victorias de los Ravens en postemporada
- Juego de comodines (local) vs. Indianapolis Colts 24-9
- Juego divisional (visitante) vs. Denver Broncos 38-35
- Juego de campeonato AFC (visitante) vs. New England Patriots 28-13

Ravens nominados al Pro Bowl (6).
- Ray Rice, RB
- Vonta Leach, FB
- Marshal Yanda, G
- Haloti Ngata, DT
- Ed Reed, FS
- Jacoby Jones, KR

### San Francisco 49ers campeón de la NFC (local)
Los 49ers llegaron al partido en busca de su sexta victoria de Super Bowl en la historia de la NFL (y el primero desde el Super Bowl XXIX), lo que hubiera empatado a los Pittsburgh Steelers como el máximo ganador de Super Bowls. San Francisco terminó la temporada regular en 11-4-1. Este equipo llegó liderado por el QB Colin Kaepernick que hasta la semana 11 de la temporada era suplente del lesionado Alex Smith.
Victorias de los 49ers en postemporada
- Juego de comodines descanso por récord de 11-4-1
- Juego divisional (local) vs. Green Bay Packers 45-31
- Juego de campeonato NFC (visitante) vs. Atlanta Falcons 28-24

49ers nominados al Pro Bowl (9).
- Frank Gore, RB
- Joe Staley, T
- Mike Lupati, G
- Justin Smith, DT
- Aldon Smith, LB
- Patrick Willis, LB
- NaVorro Bowman, LB
- Dashon Goldson, FS
- Donte Whitner, SS

## Alineación
| Baltimore       | Posición | Posición | San Francisco    |
| --------------- | -------- | -------- | ---------------- |
| OFENSIVA        |          |          |                  |
| Anquan Boldin   | WR       | WR       | Michael Crabtree |
| Bryant McKinnie | LT       | LT       | Joe Staley       |
| Kelechi Osemele | LG       | LG       | Mike Iupati      |
| Matt Birk       | C        | C        | Jonathan Goodwin |
| Marshal Yanda   | RG       | RG       | Alex Boone       |
| Michael Oher    | RT       | RT       | Anthony Davis    |
| Ed Dickson      | TE       | TE       | Vernon Davis     |
| Torrey Smith    | WR       | WR       | Randy Moss       |
| Joe Flacco      | QB       | QB       | Colin Kaepernick |
| Vonta Leach     | FB       | TE       | Delanie Walker   |
| Ray Rice        | RB       | RB       | Frank Gore       |
| DEFENSIVA       |          |          |                  |
| Haloti Ngata    | LDE      | LDE      | Ray McDonald     |
| Ma'ake Kemoeatu | NT       | NT       | Isaac Sopoaga    |
| Arthur Jones    | RDE      | RDE      | Justin Smith     |
| Terrell Suggs   | OLB      | OLB      | Ahmad Brooks     |
| Dannell Ellerbe | MLB      | MLB      | NaVorro Bowman   |
| Ray Lewis       | MLB      | MLB      | Patrick Willis   |
| Courtney Upshaw | OLB      | OLB      | Aldon Smith      |
| Corey Graham    | LCB      | LCB      | Carlos Rogers    |
| Cary Williams   | RCB      | RCB      | Tarrell Brown    |
| Ed Reed         | FS       | FS       | Dashon Goldson   |
| Bernard Pollard | SS       | SS       | Donte Whitner    |

## Espectáculo de medio tiempo
En octubre de 2012, la prensa estadounidense informó que la cantautora estadounidense Beyoncé sería la encargada de realizar el espectáculo de medio tiempo del Super Bowl XLVII, el cual sería dirigido por Hamish Hamilton y producido Ricky Kirshner. En la actuación, la artista interpretó algunos de sus temas más populares como «Crazy in Love», «Baby Boy», «Single Ladies (Put a Ring on It)» y «Halo», además de haber reunificado a su antigua agrupación Destiny's Child para la ocasión.

## Récords y estadísticas
- Jacoby Jones empató un récord de la NFL y estableció otro por el regreso de patada más larga en un Super Bowl con una devolución de 108 yardas para abrir el segundo tiempo.[9]

- Los Ravens anotaron la misma cantidad de puntos (34) en sus dos apariciones en Super Bowl. Mientras los 49ers se convirtieron en apenas el segundo equipo en perder el Super Bowl anotando más de 30 después de los Dallas Cowboys en el Super Bowl XIII, en ambos casos el equipo perdedor anotó 31 puntos.

- En el 3.er cuarto se empató el récord de Super Bowl establecido en el Super Bowl XXVI cuando los Washington Redskins y los Buffalo Bills también se combinaron para lograr 24 puntos.

- Jacoby Jones empató un récord de Super Bowl establecido por Ricky Sanders en el Super Bowl XXII con dos jugadas para touchdown de 50 yardas o más.

- Colin Kaepernick se convirtió en el segundo quarterback en la historia de la NFL (Doug Williams fue el primero), en iniciar menos de la mitad de partidos de una temporada regular y pasar para 300 yardas en el Super Bowl de esa temporada

- -     - Los Ravens (Jimmy Smith) detienen a los Niners (Michael Crabtree) en la última jugada por parte de la ofensiva Californiana con una retención ilegal por parte del defensivo.

### Estadísticas comparativas
| Fuente: NFL.com               | Baltimore Ravens | San Francisco 49ers |
| ----------------------------- | ---------------- | ------------------- |
| Primeros y diez               | 21               | 23                  |
| Eficiencia en 3.ª oportunidad | 9/16             | 2/9                 |
| Eficiencia en 4.ª oportunidad | 0-2              | 0-1                 |
| Total de yardas               | 367              | 468                 |
| Yardas por pase               | 274              | 286                 |
| Pases – completos/intentos    | 22/33            | 16/28               |
| Yardas por tierra             | 93               | 182                 |
| Intentos de acarreo           | 35               | 29                  |
| Prom. de yardas por acarreo   | 2.7              | 6.3                 |
| Castigos-yardas               | 2-20             | 5-33                |
| Sacks en contra-yardas        | 2-13             | 3-16                |
| Fumbles-perdidos              | 2-1              | 1-1                 |
| Intercepciones                | 0                | 1                   |
| Tiempo de posesión            | 32:23            | 27:37               |